# Arethusa (protista)
Arethusa es un género de foraminífero bentónico de estatus incierto, aunque considerado un sinónimo posterior de Polymorphina de la subfamilia Polymorphininae, de la familia Polymorphinidae, de la superfamilia Polymorphinoidea, del suborden Lagenina y del orden Lagenida. Su especie-tipo era Arethusa corymbosa. Su rango cronoestratigráfico abarcaba el Holoceno.

## Discusión
Clasificaciones previas incluían Arethusa en la superfamilia Nodosarioidea.

## Clasificación
Arethusa incluía a las siguientes especies:
- Arethusa corymbosa, considerada sinónima de Polymorphina lactea
- Arethusa lactea, considerada sinónima de Polymorphina lactea